# Eleutherodactylus cochranae
Eleutherodactylus cochranae är en groddjursart som beskrevs av Grant 1932. Eleutherodactylus cochranae ingår i släktet Eleutherodactylus och familjen Eleutherodactylidae. IUCN kategoriserar arten globalt som livskraftig. Inga underarter finns listade i Catalogue of Life.